# Yaël Hassan
Pour les articles homonymes, voir Hassan.
Yaël Hassan, née Lucienne Popowski le 2 octobre 1952 à Paris, est une écrivaine française, autrice de littérature d'enfance et de jeunesse.

## Biographie

### Parcours de vie
Yaël Hassan naît à Paris en 1952, grandit en Belgique et poursuit ses études en Israël. Elle s'installe en France en 1984.
À l'âge de 42 ans, « un accident de voiture en 1994 mettra fin à une carrière de plus de vingt ans dans le tourisme ». Elle est durant plusieurs mois en fauteuil roulant. « Pendant cette longue période d'immobilisation, elle écrit son premier roman », Un grand-père tombé du ciel, publié en 1997.

### Carrière littéraire
Elle écrit principalement des livres jeunesse, des romans le plus souvent, et en 2025 elle a plus de 80 ouvrages à son actif. Elle est publiée par de nombreux éditeurs jeunesse, dont Casterman, La Martinière, Syros, Gallimard jeunesse ou Magnard.
Certains de ses ouvrages sont illustrés, par des illustrateurs tels Olivier Ranson, Clotilde Perrin, Olivier Tallec ou encore Rémi Saillard.
Elle est principalement connue pour sa série de romans Momo prince des Bleuet, en trois volets : Momo, petit prince des Bleuets en 1999, « best-seller » selon Télérama, vendu à plus de 350 000 exemplaires, puis Momo des coquelicots en 2010, et enfin Des lauriers pour Momo, en 2012. Le premier volet est adapté en bande dessinée sous le même titre Momo, petit prince des Bleuets par Marc Lizano en 2023,.
Yaël Hassan est récompensée par  de nombreux prix de littérature jeunesse, dont par sept fois le Prix Chronos France, cinq fois le Prix Chronos Suisse, le Prix Sorcières ou le Prix des incorruptibles. Elle est nommée en 2018 Chevalier de la légion d'honneur.

### Thèmes dominants de ses ouvrages
« Beaucoup de ses
romans sont ancrés dans la période historique de la
Seconde Guerre mondiale et elle avoue son intérêt
pour les faits de société. [...] Elle intervient souvent à la demande des professeurs de lettres ou d’histoire ainsi que des
bibliothécaires et des organisateurs de salons du
livre de jeunesse, sur les thèmes de la Shoah, du
conflit israélo-palestinien, du racisme et de l’antisémitisme » d'après La Revue des livres pour enfants.
Elle publie également de nombreux ouvrages autour du thème de la littérature, la lecture ou l'écriture,,,.
Elle écrit en 2015 : 

« Si le fait d'écrire ne suffit pas à changer le monde, je pense sincèrement que la lecture peut aider les gens à donner un sens au monde qui les entoure. La lecture et l'éducation sont les meilleures armes contre la barbarie. »

### De rares récits personnels
Yaël Hassan écrit majoritairement des ouvrages de fiction. En 2003, les éditions La Martinière jeunesse lancent la collection « Confessions », une « collection où de grands auteurs de la littérature jeunesse parlent avec sincérité de leur propre adolescence et nous ouvrent la porte sur les grandes questions de la vie » ; une vingtaine d'auteurs seront publiés. Pour Yaël Hassan, ce récit purement autobiographique est une exception dans sa bibliographie. Ce récit est publié en 2003, sous le titre Hé, petite !. « « Hé Petite ! », c'est ainsi que l'autrice est appelée durant toute sa scolarité, dans les années 1960. Et puis un jour, lors d'une visite médicale à Yaël Hassan, le verdict tombe : elle ne dépassera jamais le mètre cinquante. Constamment réduite à son allure chétive et sujette aux railleries, elle revient sur ses jeunes années où, complexée, elle s'est souvent remise en question ». L'ouvrage est réédité en 2025 dans une nouvelle collection.
Avec l'écrivain jeunesse Roland Fuentès en 2015, elle publie un récit illustré par Rémi Saillard, Comment on écrit des histoires, documentaire « destiné aux jeunes lecteurs qui rêvent, à leur tour de devenir écrivains. [...] Le lecteur découvre, par le biais de questions très pertinentes, les secrets d'écriture et les conseils de deux spécialistes qui ne se prennent pas au sérieux » d'après  ActuaLitté.

### Principales collaborations romanesques
« La proximité de pensée de Rachel Hausfater et Yaël Hassan les conduira à travailler ensemble », et elles coécrivent cinq romans jeunesse : De Sacha à Macha (2001), Roman portable (2002), L'Ombre (2005), Perdus de vue (2016) et Un si long voyage (2025).
Yaël Hassan a également coécrit trois romans avec Matt7ieu Radenac : La Fille qui n'aimait pas les fins (2013), Quatre de cœur (2016), et Haut nos cœurs (2021), et il est l'illustrateur de son ouvrage C'est l'histoire d'un livre (2014), quatre ouvrages autour des thèmes de la littérature et de la lecture,,.

### Collaboration avec le dessinateur Marc Lizano
Les années 2020 marquent un nouveau tournant vers la bande dessinée pour Yaël Hassan, avec le dessinateur Marc Lizano.
En effet, il adapte en 2022 son roman jeunesse Un grand-père tombé du ciel,, (publié en 1997). Il « a travaillé en parfaite intelligence avec la romancière Yaël Hassan », et déclare « Ce fut une collaboration rêvée. Je me souviens en particulier qu'elle m'a aidé pour les dialogues du grand-père. [...] Le petit accent juif du grand-père devait être parfait, pas caricatural mais existant. Et tout ça en BD ! Je lui ai transmis toutes les bulles. Elle a repris les dialogues et les a ajustés pour que cela sonne très naturel ».
Puis ils collaborent à nouveau pour une nouvelle adaptation en bande dessinée en 2023, Momo petit prince des Bleuets,, (publié en 1999).
« Marc Lizano et Yaël Hassan vont d'ailleurs poursuivre ensemble l'aventure », et décident de continuer leur travail en duo pour une nouvelle œuvre cette fois, la bande dessinée La visite au Struthof, un camp méconnu en 2024.  La bande dessinée est traduite la même année en anglais et en allemand.

## Son œuvre autour de la judaïté

### La Seconde guerre mondiale et la Shoah
« Beaucoup de ses
romans sont ancrés dans la période historique de la
Seconde Guerre mondiale », et ce, dès son premier roman.

#### Années 1990
Son premier roman Un grand-père tombé du ciel, publié en 1997, « traite de la communication entre les générations, mais également de la mémoire et l’histoire de Shoah ». Il évoque, autour de la jeune héroïne Leah « les découvertes mutuelles d'un vieil homme rescapé des camps de la mort et de sa petite fille. Celle-ci était jusqu'à cette rencontre « informée » sur la Shoah
mais la relation qu'elle parvient à nouer avec son grand-père lui permet de passer à un autre niveau, de s'approprier en quelque sorte une Histoire qui devient son histoire, qui passe à une dimension
personnelle. Symétriquement pour le grand-père, cela lui permet de dire enfin son expérience, dont il n'avait jamais pu parler jusqu'alors, enfermé dans sa
douleur, ses souvenirs, qu'il gardait pour lui seul » selon La Revue des livres pour enfants. L'ouvrage obtient plusieurs récompenses, dont le Prix du ministère de la jeunesse et des sports et le Prix Sorcières,.
Le roman est adapté en bande dessinée sous le même titre Un grand-père tombé du ciel par Marc Lizano, en 2022. Il « a travaillé en parfaite intelligence avec la romancière Yaël Hassan. [...] Cet album est déjà en train de devenir un best-seller jeunesse. Il permet surtout de montrer comment se libère la parole entre les enfants et les parents ou les grands-parents » selon Le Figaro, pour qui l'album est un « ouvrage singulier (et tellement attachant) ». L'album reçoit le Prix Unicef de littérature jeunesse 2023, prix qui « récompense des ouvrages portant le mieux les valeurs des droits de l’enfant défendues par l’organisation ».
En 1999 son roman jeunesse Quand Anna riait évoque à nouveau un grand-père et sa petite-fille autour du thème de la Shoah. Pour Ricochet, « Yaël Hassan dans ce récit revient sur des thèmes qui lui son chers, la séparation, l’antisémitisme, le devoir de mémoire. Un roman émouvant ».
Son roman La Promesse la même année narre l'histoire de « Sarah, petite fille juive originaire de Pologne et son ami Joseph, recueillis et cachés pendant la guerre par un couple de paysans normands », « mais l'après-guerre sera aussi une épreuve ». Il est récompensé de plusieurs prix dont 
le Prix Goya découverte.

#### Années 2000
En 2000 sort Le Professeur de musique, roman qui évoque un survivant de la Shoah du camp d'Auschwitz,. Dans ce roman, « un jeune élève doué pour la musique bouleverse de façon involontaire la vie du vieux Simon, en lui faisant revivre des souvenirs refoulés. Autrefois, Simon, jeune garçon juif, a été caché par son professeur de violon, puis déporté à Auschwitz où il a survécu grâce à son talent » selon La Revue des livres pour enfants. L'ouvrage est récompensé par le Prix Saint-Exupéry - Valeurs Jeunesse 2001, le Prix Chronos Suisse 2001 et le Prix Chronos 2002.
En 2000 également est publié À Paris sous l'Occupation, « un album entre fiction et documentaire. En 1942, les Allemands occupent Paris. Clara, douze ans, parce qu’elle est juive, doit porter une étoile jaune. [...] Elle peut heureusement compter sur Julien. Les deux enfants vont alors être confrontés aux terreurs de la guerre. Entre le récit, des pages documentaire sur la période de l’Occupation, la déportation, les rafles, la Résistance », selon Ricochet.
Dans Sans raison particulière en 2002, la Shoah est à nouveau évoquée. Serge, un adolescent, « est emporté dans une spirale de la haine et de violence, sans raison apparente. [...] Sans même une idéologie bien marquée. Jusqu’au jour où il rencontre Monsieur Brodky, un ancien déporté, qui vient témoigner devant les classes de teminale. Un témoignage autant qu’une leçon sur le racisme ordinaire », selon l'avis de Ricochet.
De l'autre côté du mur en 2003 narre l'histoire de Louise, une jeune fille en fauteuil roulant à la suite d’un accident de cheval. « Petit à petit, Louise va apprivoiser son handicap. Sur un mode personnel, une histoire tendre et amoureuse, sur fond de Seconde guerre mondiale » selon Ricochet.
En 2004 son roman Souviens-toi, Leah ! « relate les déboires et le retour à la vie d'une femme juive survivante des bordels installés par les nazis sur la route du front russe pendant la Seconde Guerre mondiale ».
Pendant la Seconde guerre mondiale : Léonore, France, 1939-1945, illustré par Olivier Tallec et Nicolas Wintz, publié en 2005, raconte sous forme de journal d'une enfant le quotidien pendant la Seconde guerre mondiale.
En 2005 également, elle coécrit avec Rachel Hausfater le roman L'Ombre, qui évoque « le destin des enfants juifs en 1942 ».
La même année sort La Châtaigneraie, dans lequel l'héroïne Judith « découvre des secrets qui expliquent bien des souffrances. Sa grand-mère est la fille d’un Allemand nazi et d’une jeune juive. Cette prétendue « tare » originelle l’a empêché de jamais s’épanouir et d’aimer ses propres enfants. [...] Une fois de plus, Yaël Hassan confirme son talent à exprimer dans une fiction les rapports souvent délicats et secrets entre générations, et l’importance du passé dans les situations actuelles des familles. [...] Un roman émouvant »
pour Ricochet.
Son album jeunesse Dans la maison de Saralé illustré en 2007 par Nathalie Novi suggère la judaïté et la Shoah, dans une maison où une enfant se cache. Pour Le Monde, « une complainte au rythme des saisons évoque le destin indicible de la petite Saralé : sa famille victime de la Shoah, son exil, son chemin de vie. De mémoire aussi ».
En 2007 également est publié J'ai fui l'Allemagne nazie : journal d'Ilse, 1938-1939, dans lequel Ilse, enfant juive de 12 ans qui vit à Berlin, doit fuir l'Allemagne avec ses parents, persécutés par les nazis. « Ils sont hébergés chez la sœur de son père, en Angleterre, afin d'échapper au tragique destin des juifs d'Europe ». 
L'ouvrage inspiré d'une histoire vraie Le garçon qui détestait le chocolat : la mascotte paraît en 2009, dans lequel « Joseph trouve dans le grenier de ses grands-parents une valise contenant des documents qui l’amènent à penser que son grand-père, pourtant juif comme lui, a vécu petit garçon parmi des Allemands nazis. Tous les petits-enfants de la famille se mettent à enquêter en secret. [...]  L’histoire est véridique, Yaël Hassan la met simplement en scène de manière à pouvoir insister d'une part sur sa fin heureuse (Martins a survécu, s'est marié), d'autre part sur le dévoir de mémoire » selon l'avis critique de Ricochet.

#### Années 2010
En 2015 elle publie l'ouvrage jeunesse Quand les enfants Finaly devinrent une affaire d'État autour d'une véritable histoire, l'affaire Finaly, qui se déroule à la fin de la Seconde guerre mondiale, et concerne la garde de deux enfants juifs, Robert et Gérald Finaly, quatre et trois ans, dont les parents déportés ont été victimes de la Shoah.

#### Années 2020

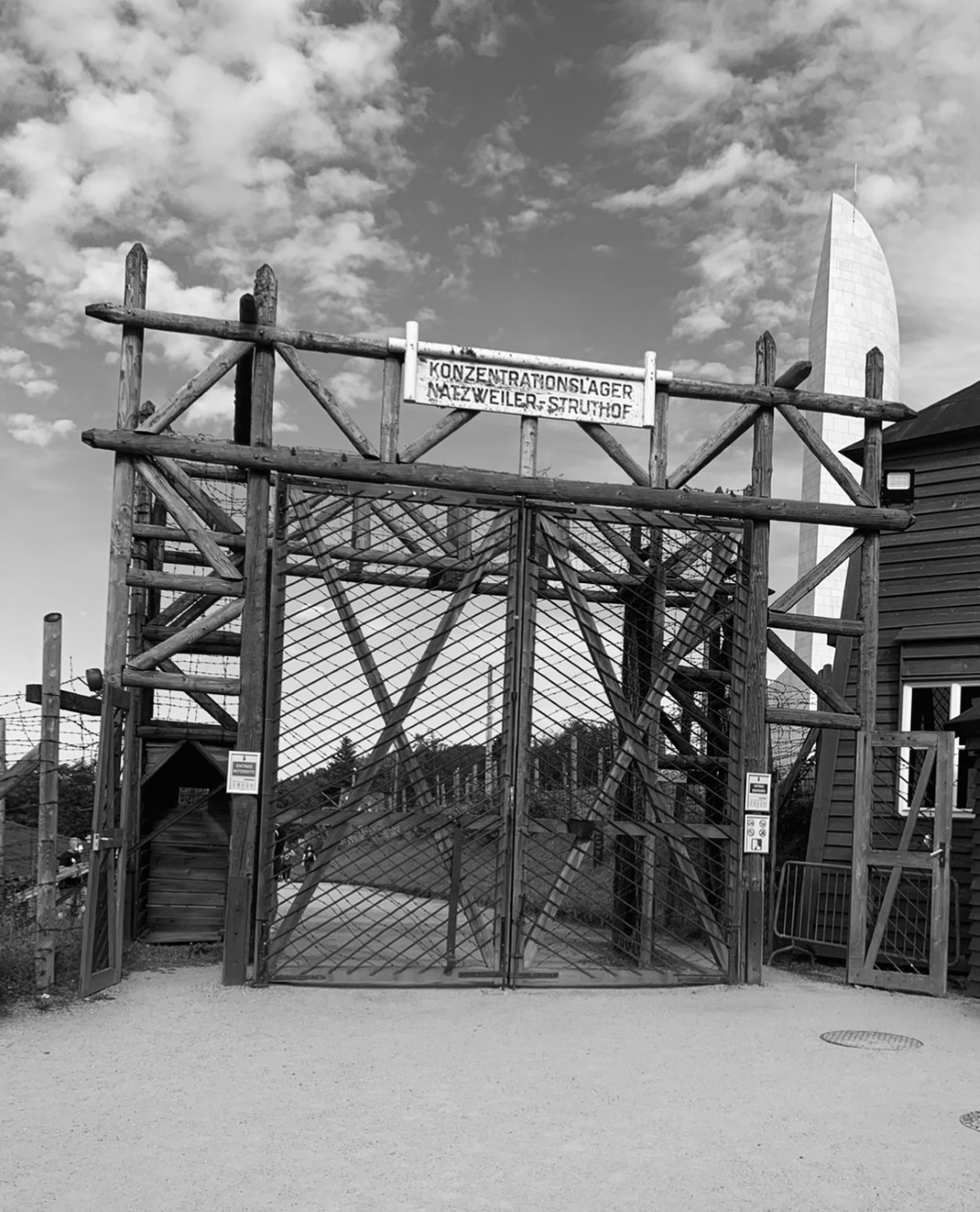
L'entrée du Camp de concentration de Natzweiler-Struthof en Alsace, qui figure dessinée par Marc Lizano sur la couverture de la BD La visite au Struthof, un camp méconnu (2024).

En 2024 est publiée la bande dessinée par Marc Lizano, qu'elle a écrite, La visite au Struthof, un camp méconnu, sur le Camp de concentration de Natzweiler-Struthof. « Simon, élève de troisième, s’apprête à visiter le Struthof, seul camp de concentration nazi installé sur le territoire français, en Alsace. Un lieu méconnu où furent retenues, humiliées, torturées, exécutées des milliers de personnes pendant l’Occupation. Simon demande alors à sa grand-mère d’accompagner la sortie scolaire, et celle-ci dévoile le journal intime de sa mère, adolescente alsacienne résistante, dont le frère jumeau disparut dans ce camp », selon Télérama. La bande dessinée est traduite la même année en anglais et en allemand.

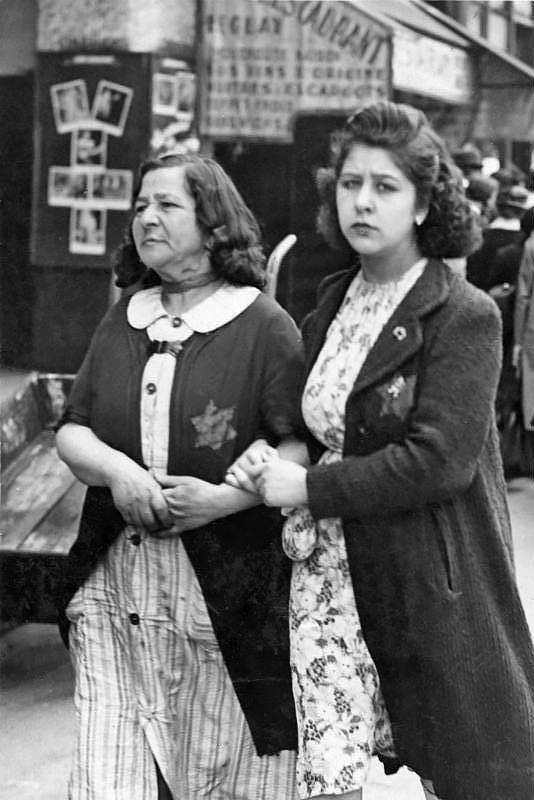
Femmes juives portant l'étoile jaune à Paris sous l'occupation allemande en juin 1942, que Yaël Hassan évoque entre autres dans À Paris sous l'Occupation en 2000, ou dans Un si long voyage en 2025.

Son cinquième roman coécrit avec Rachel Hausfater Un si long voyage, paraît en 2025. Il retrace l'histoire de trois enfants juifs forcés de porter l'étoile jaune durant l'Occupation en 1942 à Paris, et leur fuite sur les routes de France.

### La judaïté dans d'autres contextes

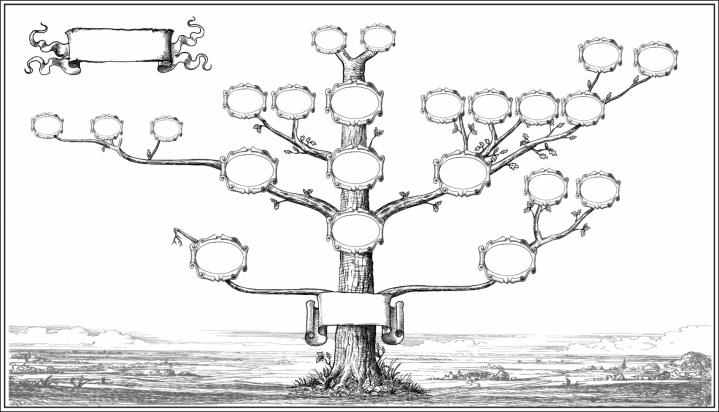
Un arbre généalogique à compléter, comme Marie doit le faire à l'école dans Un arbre pour Marie en 2001.

En 2001, dans Un arbre pour Marie, après que « la maîtresse demande aux élèves de dessiner leur arbre généalogique », l'héroïne Marie découvre que les parents de sa mère sont juifs. Le roman est récompensé du Prix Chronos en 2003.
Dans son roman Tant que la terre pleurera... en 2004, « à travers le récit des destins croisés de Samy, jeune Français juif en Israël, de son copain Kamal d'origine marocaine et d'Intissar, jeune palestinienne, Yaël Hassan met en scène les protagonistes du conflit israélo-palestinien, cherchant à faire non seulement comprendre mais aussi ressentir, comme de l'intérieur, les blessures, la révolte et les choix des adolescents » selon l'avis critique de La Revue des livres pour enfants. Pour Ricochet, « Le contexte historique est expliqué dans un dossier très clair et complet à la fin de l’ouvrage. L’intrigue, épurée, se concentre sur la psychologie des personnages, tous victimes d’une réalité qui les dépasse. [...] Une émotion intense se dégage de ce texte simple qui montre la situation vécue à la fois en Israël et en France ».
En 2004 également est publié son documentaire jeunesse, à  destination des adolescents, Être juif aujourd'hui illustré par Olivier Ranson, « un livre pour comprendre l'histoire, la religion, et la culture des juifs ».
Elle publie à nouveau un documentaire jeunesse en 2008, à destination des plus jeunes cette fois, Noa et Rawane : à l'école de la paix, illustré par Lionel Larchevêque, « une histoire pour découvrir le quotidien d'enfants d'Israël et de  Palestine ».
En 2013 est publié Mon rêve d'Amérique : journal de Reïzel, 1914-1915, « un journal fictif qui a le goût de l'authenticité. Le récit fonctionne bien, riche en détails et en émotions pour suivre le parcours de Reïzel depuis son shteitl natal en Pologne jusqu'à New York où elle rejoint avec sa mère, ses frères et son père. [...] Une fiction documentaire réussie où l'histoire personnelle s'inscrit dans celle plus large de l'émigration juive aux États-Unis à la fin XIXe et au début du XXe siècle », selon La Revue des livres pour enfants.

## Son œuvre autour de la littérature, la lecture et l'écriture

### SérieMomo, prince des bleuets
Son roman Momo, petit prince des Bleuets en 1999 débute ce qui deviendra une trilogie, avec 
Momo des coquelicots en 2010 puis Des lauriers pour Momo en 2012.

#### La triologie

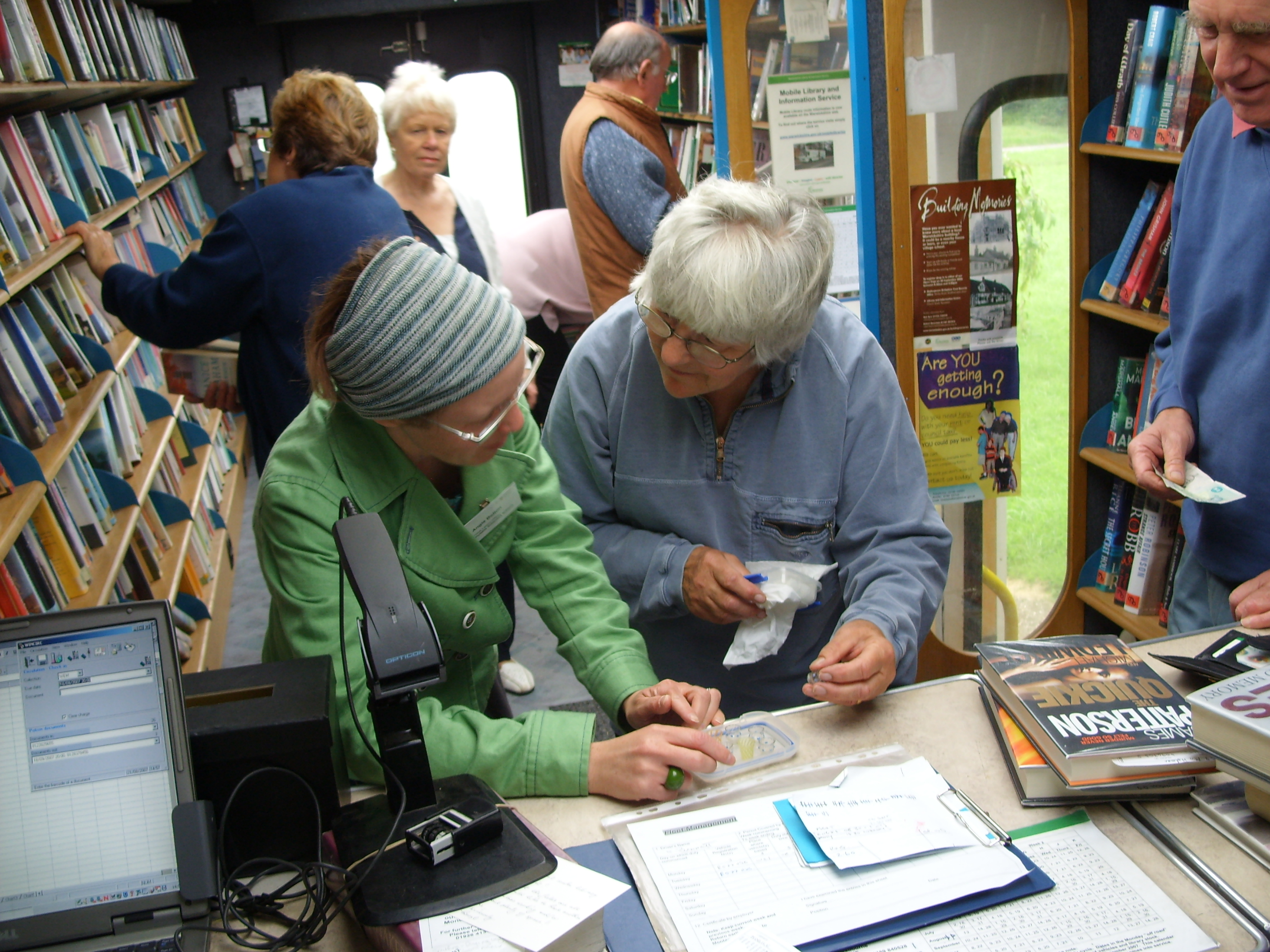
L'intérieur d'un bibliobus, véhicule aménagé afin de prodiguer des services de bibliothèque, dans lequel Momo vient emprunter des livres.

Dans le premier volet Momo, petit prince des bleuets, « Mohammed, dix ans, dit Momo, s’apprête à passer l’été à la cité des Bleuets, mais cette année, encouragé par son institutrice, il se découvre une passion pour les livres et se rend régulièrement au bibliobus pour nourrir son appétit. Sur son banc, il fait la connaissance de monsieur Edouard, un personnage fantaisiste, instituteur à la retraite, qui lui raconte des anecdotes sur les livres et les écrivains ». Puis « une amitié se crée entre eux mais Momo apprend que son nouvel ami est atteint de la maladie d’Alzheimer ». Le roman est récompensé du
Prix Chronos 2000. Le roman est un « best-seller » selon Télérama, vendu à plus de 350 000 exemplaires,.
Pour le deuxième volet  Momo des coquelicots, « parvenu au collège, Momo commence à apprendre le dictionnaire pour devenir écrivain. [...] L’écriture inimitable de l’auteur, vivante et évidente, nous fait replonger immédiatement dans les réflexions du narrateur Momo, un peu naïf et doté d’un amour pour son prochain qui lui fait soulever des montagnes. C’est assez drôle, plutôt réaliste, surtout tendre et plein de joie de vivre » selon Ricochet. L'ouvrage reçoit le Prix Chronos Suisse 2012 et le
Le Prix Chronos 2012.
Dans le troisième et dernier volet Des lauriers pour Momo, l'auteure « poursuit sur sa belle lancée pour nous parler des bienfaits de la littérature, de la richesse des mots et du plaisir infini que la lecture procure » pour Ricochet.
Une intégrale des trois romans est publiée en 2023.

#### L'adaptation en bande dessinée
Le premier volet est adapté en bande dessinée sous le même titre Momo, petit prince des Bleuets par Marc Lizano en 2023 également. Il « y a ajouté quelques scènes. Il a également modernisé le personnage ». 
Pour BoDoï, « Cette histoire a beau avoir 25 ans, elle semble toujours aussi actuelle aujourd’hui. [...] C’est également un récit plus universel, de passion, d’émancipation, d’amitié, du pouvoir de la lecture et de la soif de découverte ». Pour Télérama, « Marc Lizano adapte avec brio le best-seller de Yaël Hassan, donnant joliment corps à cette touchante histoire d’amitié dans un quartier déshérité. [...] Et de s’identifier à ce petit garçon pour qui un livre et la bienveillance d’un ancien ont changé la vie ». Pour l'avis de Ricochet, « Cette adaptation de l’œuvre de Yaël Hassan met parfaitement en images la vie dans les cités, pleine de vie et de couleurs, et retranscrit bien les scènes phares du roman d’origine. Dans un supplément en fin d’ouvrage, l’illustrateur explique ses choix graphiques, des scènes ajoutées ou supprimées à la réflexion sur la composition des planches et de la couverture. Cette annexe passionnante permet de mieux comprendre le travail de Marc Lizano et d’avoir un autre regard sur les illustrations ». Enfin, pour BoDoï, « cet ouvrage jeunesse qui invite au partage est d’une bienveillance communicative. Ne tombant jamais dans les clichés sur les cités et ceux qui y habitent, il est comme une parenthèse dorée dans un quotidien souvent morne, une lueur d’espoir pour tout un chacun ».

#### La genèse révélée tardivement
L'origine de l'inspiration de Yaël Hassan pour le personnage de Momo est révélée très tardivement, en 2023, à l'occasion de la sortie de l'adaptation en bande dessinée du premier volet,, soit plus de 25 ans plus tard. En 1997, lors d'une rencontre dans une petite médiathèque en Île-de-France, Yaël Hassan a rencontré un petit Mohamed en classe de 6ème. Elle indique en 2023 : « Il me demande si je peux écrire un roman sur un petit garçon qui s’appellerait Momo. Mais je lui dis que je ne connais pas de Momo. Il m’a répondu : Mais si ! Moi ! » [Puis] L’élève [...] commence à brosser le portrait du personnage qu’il imagine. « Le petit garçon a 10 ans, il vit dans une cité, il est d’origine maghrébine et vient d’une famille nombreuse. Et c’est un fou de romans ! » ».
Yaël Hassan passe ensuite trois jours à l'écrire, et le manuscrit est accepté deux ans plus tard par les éditions Syros.
À l'occasion de cette information en 2023 sur l'inspiration de l'histoire de Momo, Yaël Hassan « s’est mis en tête de retrouver ce Mohamed et lance un appel à témoins », vers celui « qui doit avoir 37 ans ». Plusieurs médias relaient cet appel à témoin, dont Ouest-France, Le Parisien, BoDoï ou encore France Bleu.

### Autres ouvrages autour de la littérature
L'un des thèmes principaux de sa série Momo prince des Bleuets, autour de la lecture, la littérature et l'écriture,,, Yaël Hassan l'évoque aussi dans plusieurs autres de ses romans.

#### Années 2000
Son roman épistolaire De Sacha à Macha, coécrit avec Rachel Hausfater en 2001, relate une rencontre virtuelle sur internet entre un adolescent et une adolescente, et leur correspondance par e-mails.
La même année est publié Un jour un Jules m'@imera, qui cette fois encore s'intéresse à la correspondance et aux nouvelles technologies. Pour Ricochet, il s'agit d'« un roman autour de la correspondance, de la confidence d'une jeune fille et de l'ordinateur ».
L'année suivante en 2002, la correspondance est à nouveau le thème de Lettre à Dolly, dans lequel une adolescente, Renecca, décide d'écrire à sa grand-mère Dolly, détenue en prison.
En 2005 est publié un roman illustré par Colonnel Moutarde Défi d'enfer sur le « plaisir de lire ». Pour l'avis critique de Ricochet, « Ici Yaël Hassan nous conte l'histoire de Léopold, qui déteste l'école et qui va découvrir le bonheur de lire ! Et le jeune garçon s’y adonne par défi, lui qui passe aux yeux des autres pour un « incapacitant » en la matière. Et avec un peu d’application, Léopold développera une vraie passion pour les livres et découvrira toute l’importance de savoir argumenter ses lectures puisqu’il s’engagera à participer au défi-lecture de son école ».

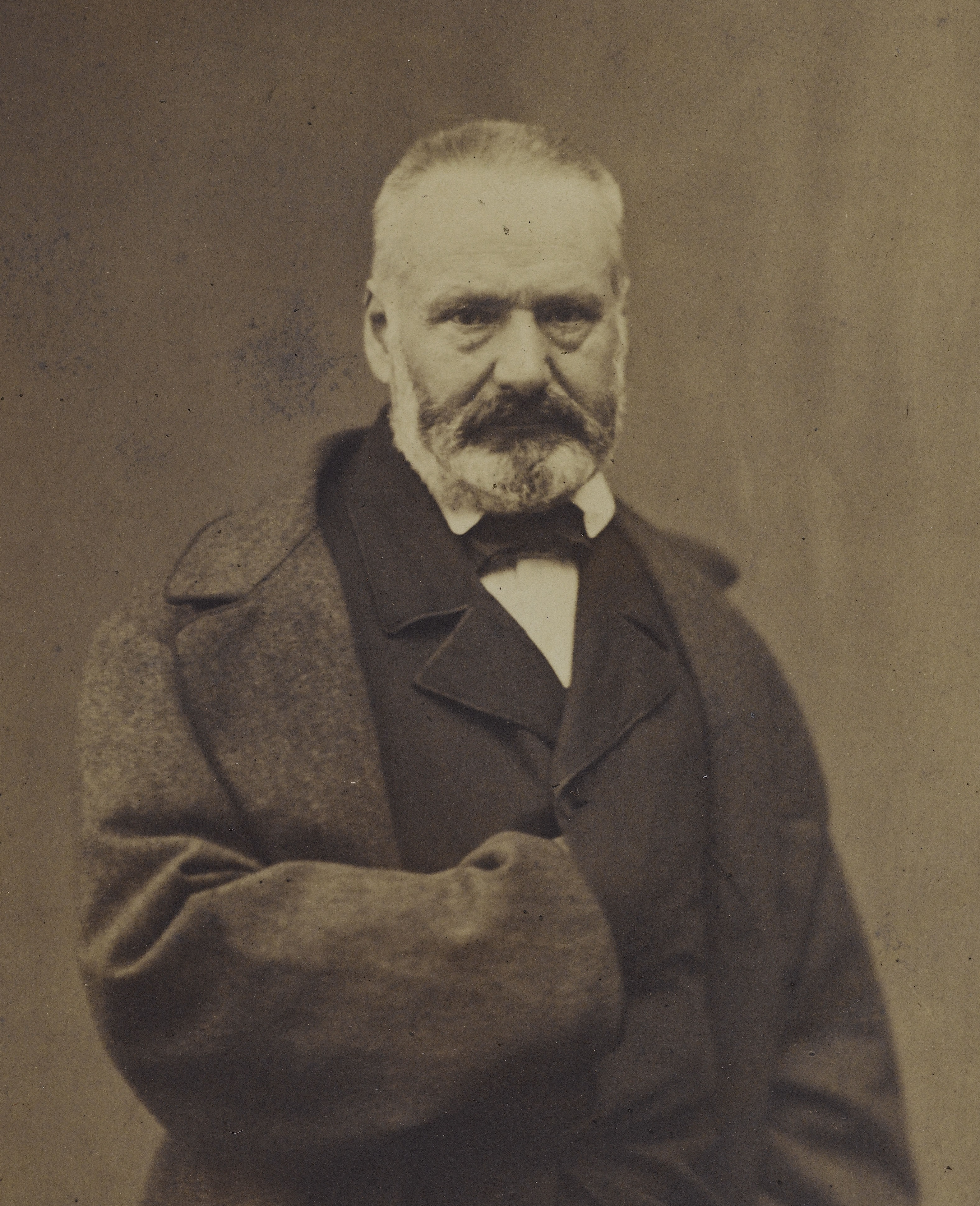
L'écrivain Victor Hugo (1802-1885), ici à 59 ans, au centre du roman Sacré Victor ! en 2005, réédité sous le titre Sacré Hugo !

En 2005 également, elle écrit un roman sur le thème de la lecture et de son enseignement par les professeurs, le roman Sacré Victor ! illustré par Antoine Déprez, roman autour de Victor Hugo. Il obtient le Prix Lire en poche de littérature jeunesse en 2009. L'ouvrage sera réédité sous le titre Sacré Hugo !.
En 2007 est publié Suivez-moi jeune homme dans lequel « Thomas, un jeune garçon handicapé fait la rencontre fortuite du nouveau voisin qui vient de s'installer à côté de chez ses parents. C'est un vieil original qui, à travers une association de passionnés comme lui, a engagé un combat quelque peu anachronique pour sauver des mots de la langue française. Thomas [...] finit par se laisser convaincre et s'engage aux côtés de ce groupe », selon l'avis critique de La Revue des livres pour enfants. « Yaël Hassan a parsemé son texte des 100 mots à sauver de Bernard Pivot, et de bien d’autres encore qui raviront les amateurs et intrigueront tous les autres : faquin, grimaud, melliflu... s’intègrent parfaitement dans les dialogues. Outre cet aspect « éducatif », le roman concilie les générations, balaie les différences physiques et fait triompher amour et amitié, le tout avec naturel et des personnages on ne peut plus attachants » selon Ricochet.

#### Années 2010
En 2011, un vieux voisin, à nouveau, incite à la lecture un petit groupe d'enfants, dans Rue Stendhal. « Passionné de littérature, Monsieur Faure se prend d’affection pour cette bande un peu désoeuvrée et lui organise un formidable jeu de piste surprise dans le cimetière du Père Lachaise. Un monde nouveau va s’ouvrir aux enfants. Ils vont découvrir la joie de se faire raconter des histoires et partir à la découverte de grands écrivains tout en s’amusant follement. [...] Yaël Hassan fait passer dans son nouveau roman un message fondamental : accessibles à tous, les livres représentent pour les enfants un moyen de s’évader, de vivre des aventures, de ressentir des émotions et donc de se construire », pour Ricochet.
Son roman jeunesse La Fille qui n'aimait pas les fins, écrit avec Matt7ieu Radenac, sort en 2013. Il s'intéresse à une adolescente, Maya, qui lit énormément, se rend très régulièrement à la bibliothèque, dans laquelle « elle rencontre Manuelo, un vieux monsieur qui fréquente lui aussi assidûment les lieux. Il va se prendre d'affection pour Maya, lui proposer des lectures ». Le roman obtient en 2015 le prix des Incorruptibles (niveau CM2/6ème), le prix Chronos Suisse et le Prix Chronos France.
En 2014 est publié son ouvrage avec Matt7ieu Radenac à nouveau, qui cette fois en est l'illustrateur, C'est l'histoire d'un livre, qui narre l'histoire d'un livre abandonné sur un banc.

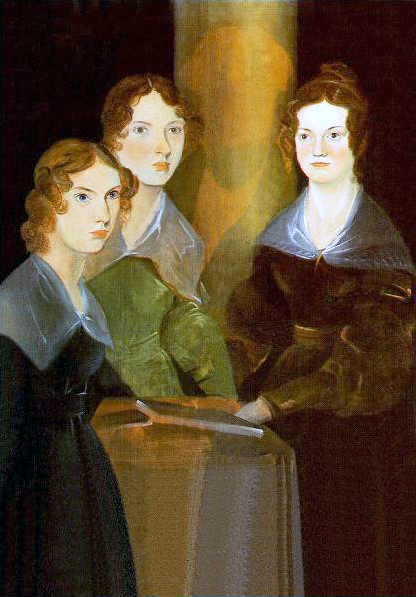
Les sœurs Brontë : Anne, Emily et Charlotte Brontë, peintes par leur frère Branwell (vers 1834), héroïnes du roman Les Demoiselles de Hauts-Vents, en 2014.

Elle écrit aussi en 2014 un roman autour des  sœurs Brontë, qui ont vécu au XIXe siècle, Les Demoiselles de Hauts-Vents. « Ce roman, placé sous le signe de l'œuvre des sœurs Brontë, décrit bien l'adaptation des fillettes dans l'étrange demeure des Hauts-Vents, leur enquête sur l'histoire familiale, le progressif apprivoisement par les trois sœurs, sensibles et complices, de leurs grands-parents. Les personnages sont attachants et l'atmosphère de mystère et de surnaturel réussie », pour l'avis critique de La Revue des livres pour enfants. « Le roman brasse les sentiments et les impressions du lecteur [avec] une intrigue empruntant délicatement des éléments aux Hauts de Hurlevent d'Emily Brontë. [...]  Au final, l'équation équilibrée réalisée par Yaël Hassan convainc parfaitement, et ce gros roman se lit à toute vitesse » selon Ricochet.
Avec l'écrivain jeunesse Roland Fuentès en 2015, elle publie un récit illustré par Rémi Saillard, Comment on écrit des histoires, documentaire « destiné aux jeunes lecteurs qui rêvent, à leur tour de devenir écrivains. [...] Le lecteur découvre, par le biais de questions très pertinentes, les secrets d'écriture et les conseils de deux spécialistes qui ne se prennent pas au sérieux » d'après  ActuaLitté.
Son deuxième roman coécrit avec Matt7ieu Radenac Quatre de cœur, en 2016, se déroule autour d'une librairie qui risque la fermeture, et ils écrivent à nouveau ensemble en 2021 Haut nos cœurs, sur la littérature et un écrivain à succès qui publie sous pseudonyme.

## Son œuvre dans d'autres thèmes

### Années 1990
Manon et Mamina, illustré par Stéphane Girel en 1998, raconte l'histoire de « Mamina, la vieille dame loufoque, et Manon, la petite fille révoltée ». Il est récompensé en 2000 du Prix Chronos Suisse.

### Années 2000
Ni d'Ève, ni d'avant sort en 2001, et raconte la rencontre et l'amitié entre un enfant maltraité, un adolescent et « une vieille dame richissime ».
Alex publié en 2002, est réédité en 2009 sous le titre Cutie boy. Selon La Revue des livres pour enfants, « Le héros, issu de l'aristocratie anglaise, fleur bleue alimentant un lien étroit avec la nature et la mer, vierge de toute expérience et relations humaines, en dehors de celle qu'il entretient depuis vingt-cinq ans avec sa mère, se retrouve contraint à intégrer le monde du travail londonien. Le récit, sur un ton très décalé, atypique au sein de l'oeuvre de Yaël Hassan, est riche de clins d'oeil littéraires et usant avec brio du nonsense ».
En 2002 également est publié son roman coécrit avec Rachel Hausfater Petit roman portable, qui sera réédité sous le titre Roman portable : « des
quiproquos téléphoniques pour un récit humoristique, sur le mode de la conversation téléphonique » selon Ricochet.
Son roman L'Ami, sort en 2003, « roman sur l'histoire d'une amitié exceptionnelle. Samir est orphelin, né sous X, il vit dans un foyer avec Pierre, son meilleur ami, qui, lui, voue une adoration à sa mère, même si elle mène une vie dissolue » pour Ricochet. « Une histoire touchante,
des personnages attachants et généreux » pour La Revue des livres pour enfants.
En 2003 également, Yaël Hassan publie Hé, petite !, qui pour une fois n'est pas un roman, mais un récit purement autobiographique. « « Hé Petite ! », c'est ainsi que l'autrice est appelée durant toute sa scolarité, dans les années 1960. Et puis un jour, lors d'une visite médicale à Yaël Hassan, le verdict tombe : elle ne dépassera jamais le mètre cinquante. Constamment réduite à son allure chétive et sujette aux railleries, elle revient sur ses jeunes années où, complexée, elle s'est souvent remise en question ».
Au temps des... colonies françaises : Souvenirs de Bab el-Oued est publié en 2004, et se penche sur l'Algérie.

En 2006, elle publie un roman sur le racisme, La Bonne Couleur. Pour Ricochet, « Utiliser une métaphore pour parler du racisme, le procédé est classique. Yaël Hassan exploite la couleur des habits. Elle emprunte aussi, et le revendique habilement en l’introduisant comme agent de l’action, à Fahrenheit 451 de Ray Bradbury, Seul dans Berlin de Hans Fallada. Le résultat est à la mesure des références : un univers cloisonné, étrange, abruti par la peur et friand de dénonciations ».
Léna et la vraie vie en 2007 évoque le choix de Léna, 16 ans, de suivre sa scolarité en pensionnat, « lassée de la solitude et de ses parents trop occupés par leur vie professionnelle et leurs activités mondaines. [...] Elle découvre « la vraie vie » et doit vaincre sa timidité pour se faire accepter des autres élèves. [...] Le lecteur suit avec un grand intérêt la métamorphose de Léna. Ses expériences, qu’elles soient positives ou négatives lui permettent de prendre confiance en elle et d’affirmer sa personnalité. En outre, l’auteur décrit avec beaucoup de réalisme la relation qu’entretient Léna avec ses parents », selon l'avis critique de la revue Lecture Jeune.
En 2008 dans Albert le toubab, « Albert un vieux ronchon solitaire qui vit avec son chat » doit s'occuper d'une petite fille, Memouna, neuf ans. Il reçoit en 2010  le Prix Chronos Suisse.
La même année est publié son documentaire jeunesse à destination des adolescents Une grand-mère, comment ça aime ?, illustré par Christine Roussey, « pour évoquer avec tendresse les grands-mères, leurs caractéristiques et les liens qu'elles tissent avec leurs petits-enfants ».

### Années 2010
Elle écrit en 2010 un roman sur le thème de l'esclavage moderne, Libérer Rahia, sur Rahia, une jeune Marocaine de 13 ans, venue en France dans la famille de Blandine. Pour Ricochet : « ce récit polyphonique donne à entendre à tour de rôle les voix de Blandine, Tonio et David, qui sont des personnages très crédibles confrontés à la question de l’esclavage moderne. On suit leur cheminement, individuel tout d’abord puis collectif, leurs doutes, les questions qu’ils se posent en tant que témoins : se taire, dénoncer... Le récit, dans lequel on entre aisément, permet aux jeunes lecteurs de comprendre les processus qui conduisent à cette situation, hélas banale dans notre société aujourd’hui [...]. Yaël Hassan montre aussi ce qui amène Rahia (comme beaucoup de jeunes Asiatiques ou Africaines) à subir l’esclavage : la peur, le mensonge, l’intimidation, la confiscation des papiers, l’isolement, l’enfermement ». Pour La Revue des livres pour enfants, l'avis est au contaire très négatif : « le récit accumule les clichés et les invraisemblances jusqu'à desservir son propos même : dénoncer le racisme et l'esclavage humain » et est même qualifié d'« affligeant ».
Le Journal de Philol en 2012, est un journal intime de fiction d'une adolescente de 15 ans, Philomène dite Philol. Pour Ricochet : « On plonge avec délice dans ce récit intime qui parle avec intelligence et humour du quotidien d'une adolescente. Cette héroïne n'esquive pas ses problèmes, elle les affronte avec beaucoup d'audace et de courage ».
En 2012 également paraît un album jeunesse illustré par Clotilde Perrin Aglaé et Désiré, qui raconte la rencontre de deux êtres opposés. L'avis critique de Ricochet est plutôt négatif et dubitatif : « Sous l’angle des relations entre homme et femme, on s’interrogera sur le conformisme des rôles, Désiré maçon et Aglaé cuisinière et mère nourricière. [...] La naïveté enfantine, le ton de cette déclaration, « alors il se sont mariés, ont eu plein de beaux bébés » laisse planer un doute sur la sincérité de l’auteure. Sans rire, une telle harmonie est-elle possible ? Ainsi éclatent les codes sociaux. L’écriture, la jubilation de l’illustration inclinent-elles au conformisme social ou bien contribuent-elles à le subvertir ? Conservateur, stéréotypé ou destiné à faire réagir, cet album joyeux prend le risque des lectures contradictoires ».
En 2014, le roman M comme... se penche sur le harcèlement scolaire d'une élève, Mylène, en banlieue parisienne. « L'héroïne est une jeune fille téméraire et courageuse qui sait où demander de l'aide et parvient, non sans douleur, à poser des limites pour se faire respecter. Elle va même au-delà puisqu'elle propose la création de médiation par les pairs au sein de son école » pour Ricochet. « Les moqueries, Mylène en a  beaucoup souffert [...]. Mais Mylène a une idée. Elle propose aux adultes de son collège de mettre en place un système de médiation pour améliorer les choses. En devenant médiatrice, elle découvrira qu’il n’est pas simple de gérer les conflits, mais qu’il suffit souvent d’un peu de calme et de communication pour améliorer les choses. Chaque chapitre de ce roman s’ouvre sur un mot commençant par la lettre M : un fil directeur de lecture qui rend l’accès au texte particulièrement agréable » pour la revue Inter-CDI.
En 2014 également sort l'album illustré par Sophie Rastégar L'Heure des mamans, avec un petit raton laveur, dont la maman ne vient jamais le chercher à l'école maternelle. Pour l'avis critique  de Ricochet :« Quelle bonne idée d'avoir écrit cette histoire qui, assurément, correspond au quotidien de certains bambins. Le travail à temps plein des mamans est une réalité que certains parfois oublient... D'où la colère bien fondée du petit raton laveur, face au discours de son institutrice ».

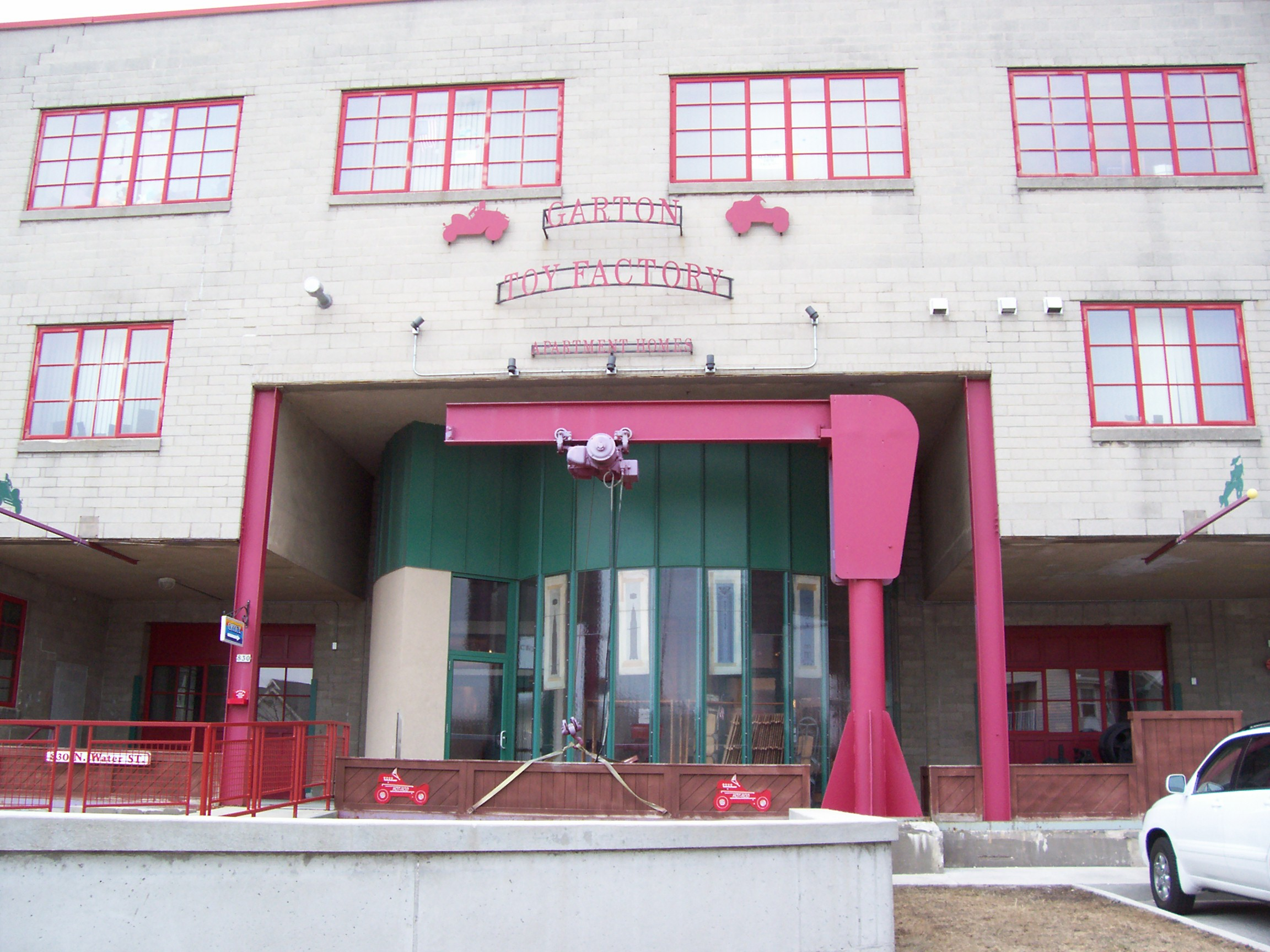
Une usine de jouets (ici aux États-Unis), comme dans l'histoire de L'Usine, (2015).

En 2015 est publié L'Usine, histoire d'une mobilisation à la suite d'une décision de fermeture d'une usine de jouets, dont la création d'un blog par des élèves de CM2 pour tenter de sauver l'usine.
Son roman Perdus de vue en 2016, coécrit avec Rachel Hausfater, évoque l'amitié entre Sofiane, un adolescent, et Régine, une vieille dame. Pour la revue Inter CDI, « Dans le magnifique roman Perdus de vue, le jeune Sofiane, petit gars des banlieues, se retrouve « homme de compagnie » d’une riche vieille dame et doit lui faire la lecture. Deux mondes qui s’affrontent et qui ont bien du mal à se comprendre. Mais à force de confidences, de moments complices, les deux deviendront inséparables, car chacun réussira à lire en l’autre ce que lui même n’arrivait pas, ou ne voulait pas voir ». Il obtient l'année suivante le Prix Goya découverte, le Prix Tatoulu, et le Prix Gayant lecture.
En 2017 Un roman d'aventures, ou presque ! raconte les périples de trois adolescents, et d'un secret de famille.
Tranquille comme Baptiste en 2018 raconte l'amitié entre Baptiste, 11 ans, et Barnabé, un vieux voisin bricoleur. Jusqu'à l'arrivée de « Clara, gamine délurée prétendant être la petite-fille de Barnabé ».
Dans Objectif : in love en 2019, « Axel est bien décidé à tomber amoureux, lui qui se sent condamné à la « friend zone ». [...] Du Yaël Hassan léger et respecteux de la découverte du sentiment amoureux » selon l'avis critique de La Revue des livres pour enfants. Pour l'avis de Ricochet, « Yaël Hassan signe un roman tout à la fois drôle et profond sur une thématique chère aux adolescents : l’amour. Le lecteur suivra avec délectation les aventures d'Axel, Jeanne, Flore et Violette, personnages hauts en couleur et sympathiques dont la vie sentimentale est le sujet « number one » de l’été ».
En 2019 également, elle coécrit avec Nancy Guibert le roman jeunesse Les Mots d'Hélio : Hélio, après un traumatisme crânien, souffre d'aphasie, et est placé en famille d'accueil. L'ouvrage est à nouveau construit autour d'un secret de famille. Le roman est sélectionné pour le  Prix Gulli du Roman 2019 et obtient le Prix Real 2020 et le Prix Sésame 2021.

## Publications

### 1997 - 2009
- Un Grand-père tombé du ciel[39], 1997
- Momo, petit prince des Bleuets[7], Syros, 1998 ; et rééditions Histoires de Momo à suivre dans Momo des coquelicots (2010) et Des lauriers pour Momo (2012).
- Manon et Mamina[80], illustré par Stéphane  Girel, Casterman, 1998
- Quand Anna riait[43], Casterman, Dix et plus, 1999
- La Promesse[44],[45], Père Castor, Castor Poche, 1999
- À Paris sous l'Occupation[49], Casterman, collection Des enfants dans la guerre, 2000
- Le professeur de musique[46],[47], Casterman, 2000
- Un jour un Jules m'@imera[70],[71], Casterman, 2001
- Ni D'Eve, ni d'avant[81], Syros, 2001
- Un arbre pour Marie[62], Syros, 2001
- De S@cha à M@cha[70], coécrit avec Rachel Hausfater, Père Castor, 2001 ; rééd. Flammarion Jeunesse, 2019
- Lettres à Dolly, Casterman, 2002
- Petit roman portable, coécrit avec Rachel Hausfater, Le Livre de poche, 2002 ; réé. sous le titre Roman portable
- Alex[82], Syros, 2002 Réédité sous le titre Cutie Boy en 2009[82]
- Sans raison particulière[50], Syros, 2002
- De l'autre côté du mur[51], Casterman, 2003
- L'Ami[84],[85], Casterman, 2003
- Hé, petite !, La Martinière, collection Confessions, 2003
- Au temps des... colonies françaises : souvenirs de Bab El-Oued, Nathan, 2004
- Tant que la terre pleurera...[63],[64], Casterman, 2004
- Souviens-toi, Leah !, Folies d'Encre, 2004
- Etre Juif aujourd'hui, illustré par Olivier Ranson, La Martinière, collection Hydrogène, 2004
- La Châtaigneraie[55], Casterman, 2005
- Sacré Victor ![74], illustré par Antoine Déprez, Magnard, 2005 roman autour de Victor Hugo, réédité sous le titre Sacré Hugo !
- L'Ombre, coécrit avec Rachel Hausfater, Bayard jeunesse, 2005 ; rééd. Nathan poche, 2010
- Pendant la Seconde guerre mondiale : Léonore, France, 1939-1945[53], illustré par Olivier Tallec et Nicolas Wintz, Collection Le journal d'un enfant, Série Histoire, Gallimard Jeunesse, 2005
- Défi d'enfer[20], illustré  par Colonnel Moutarde, Bayard Jeunesse, 2006
- La Bonne Couleur[87], Casterman, 2006
- Léna et la vraie vie[88],[89], Seuil jeunesse, 2007
- Dans la maison de Saralé, illustré par Nathalie Novi, Casterman, album, 2007
- Suivez-moi-jeune-homme[76],[21], Casterman, 2007
- J'ai fui l'Allemagne nazie, Gallimard jeunesse, 2007
- Une grand-mère, comment ça aime ?, La Martinière jeunesse, 2008
- Noa et Rawane à l'école de la paix ; Israël et Palestine, illustré par Lionel Larchevêque, Siloé, 2008
- Albert le toubab[90], Casterman, 2008
- Cutie Boy[82], Casterman, Romans Grand Format, avril 2009 Réédition du titre Alex de 2002[82]
- Le Garçon qui détestait le chocolat : la Mascotte[58], Oscar Jeunesse, 2009

### Années 2010
- Momo des coquelicots[10], Syros, Tempo, 2010Suite de Momo, petit prince des bleuts (1998) ; les aventures de Momo se poursuivront dans Des lauriers pour Momo (2012).
- Libérer Rahia[92],[93], Casterman, Feeling, février 2010
- Rue Stendhal[22], illustré par Pénélope Paicheler, Casterman, 2011
- La Dame du cinéma, Oskar, 2011
- Aglaé et Désiré[95], illustré par Clotilde Perrin, Casterman, Les albums Casterman, février 2012
- Des lauriers pour Momo[11],[12], Syros, Tempo, 2012Suite de Momo, petit prince des bleuts (1998) et de Momo des coquelicots (2010).
- Sacré Hugo !, illustré par Pénélope Paicheler, Casterman Junior, septembre 2012 roman autour de Victor Hugo, réédition du titre Sacré Victor !
- Le Journal de Philol[94], Plon Jeunesse, 2012 ; rééd. Le Livre de poche, Hachette, 2013
- Mon rêve d'Amérique : Journal de Reïzel, 1914-1915[67], Gallimard Jeunesse, 2013
- La Fille qui n'aimait pas les fins[23], coécrit avec Matt7ieu[29] Radenac, Syros, Tempo, 2013
- Les demoiselles des Haut-Vents[78],[79], Magnard Jeunesse, 2014  roman autour des  sœurs Brontë[78]
- M comme[96], Casterman junior, 2014
- C'est l'histoire d'un livre, ill. Matt7ieu[29] Radenac, coll. « Petit pré », éd. Le Pré du Plain, 2014
- L'Heure des mamans[98], ill. Sophie Rastégar, éd. Utopique, 2014
- L'Usine[99],[100], Syros, 2015
- Quand les enfants Finaly devinrent une affaire d'État, Scrineo, 2015 Autour de l'affaire Finaly
- Comment on écrit des histoires ?, coécrit avec Roland Fuentès ; illustrations de Rémi Saillard, Syros, 2015
- Perdus de vue, coécrit avec Rachel Hausfater, Flammarion, 2016
- Achille, fils unique, Nathan, 2016
- Quatre de cœur, coécrit avec Matt7ieu[29] Radenac, Syros, 2016
- C'est l'histoire d'un grain de sable, ill. Manuela Ferry, Editions du Pourquoi pas ?, 2016
- La révolte des moins-que-rien, Editions du mercredi, 2017
- Un roman d'aventures (ou presque !)[104], Syros, 2017
- Tranquille comme Baptiste[105], Syros, 2018
- Un poids sur le coeur, Nathan, 2019
- Objectif : in love[106],[107], Syros, 2019
- Les mots d'Hélio, avec Nancy Guilbert, Magnard jeunesse, 2019
- Ange, le gardien, Éditions du mercredi, 2019
- Mytho !, coécrit avec Pascal Brissy, Auzou, 2019
- Série Lilou, illustrée par Terkel Risbjerg, éd. Auzou

1. Ma vie comme sur des roulettes, 2019
2. Lilou fait son cinéma, 2020
3. Lilou marque des points, 2021

### Années 2020
- Poing levé, Le Muscadier, 2021
- Haut nos coeurs, avec Matt7ieu[29] Radenac, Gulf stream éditeur, 2021
- Royal special school, avec Nancy Guilbert, illustré par Coralie Muc, Gulf stream éditeur

1. Frissons et plum-pudding, 2021
2. Coup de théâtre et apple pie, 2021

- Album de famille, cycle 3 , illustrations de Anne-Sophie Lanquetin, guide pédagogique de Elsa Bouteville, Retz, 2022
- Pas chez nous !, Le Muscadier, 2022
- La vie selon Raf, Tom Pouce Ouvrages autour des enfants dyspraxique et TDAH

1. Une rentrée dys sur dix, 2023
2. Des vacances dys sur dix, 2024

- Momo des Bleuets : l'intégrale, Syros Jeunesse, 2023 Recueil des 3 ouvrages Momo, petit prince des Bleuets , Momo des coquelicots et Des lauriers pour Momo
- Les mercredis de Léo, Syros, 2023
- La visite au Struthof, un camp méconnu, dessiné par Marc Lizano, coéditions Nathan bande dessinée et Ministère des armées, 2024 Ouvrage traduit la même année en anglais et en allemand[38]
- Un si long voyage, coécrit avec Rachel Hausfater, éditions Michel Lafon, 2025

## Adaptations

### Bandes dessinées
- Un grand père tombé du ciel, adapté par Marc Lizano, Jungle (Pepites), 2022[33],[34],[35], d'après son roman éponyme publié en 1997.
- Momo, petit prince des Bleuets[13],[36],[8], Marc Lizano, Nathan bande dessinée, 2023, d'après son roman éponyme publié en 1998, premier volet de la sérieMomo prince des Bleuets.

## Récompenses et distinctions

### Principaux prix et sélections
- Prix Sorcières[16] 1998, pour Un Grand-père tombé du ciel
- Prix du Roman Jeunesse 1996 du ministère de la Jeunesse et des Sports, pour Un Grand-père tombé du ciel[3]
- Grand Prix des Jeunes Lecteurs de la PEEP[17] 1998 pour Un Grand-père tombé du ciel
- Prix Goya découverte 1999, pour La Promesse[45]
- Prix Chronos[14] 2000 pour Momo, petit prince des bleuets
- Prix Chronos Suisse[15] 2000 pour Manon et Mamina
- Prix Chronos Suisse[15] 2001 pour Le professeur de musique
- Prix Saint-Exupéry - Valeurs Jeunesse[48] 2001 pour Le professeur de musique
- Prix Jacques Asklund[17] 2002 pour Un Jour un Jules m'aimera
- Prix Chronos[14] 2002, pour Le professeur de musique
- Prix Chronos[14] 2003, pour Un arbre pour Marie
- Prix Chronos[14] 2009, pour Suivez-moi-jeune-homme
- Prix Lire en poche de littérature jeunesse[75] pour Sacré Victor !
- Prix Chronos Suisse[15] 2010 pour Albert le toubab
- Prix Chronos Suisse[15] 2012 pour Momo des coquelicots
- Prix Chronos[14] 2012 pour Momo des coquelicots
- Prix Goya découverte 2012, pour Rue Stendhal
- Prix Chronos[14] 2013 pour Rue Stendhal
- Prix des Incorruptibles[17] 2015 (niveau CM2/6e) pour La Fille qui n'aimait pas les fins, écrit avec Matt7ieu[29] Radenac
- Prix Chronos[14] 2015 pour La Fille qui n'aimait pas les fins, écrit avec Matt7ieu Radenac
- Prix Chronos Suisse[15]  2015 pour La Fille qui n'aimait pas les fins, écrit avec Matt7ieu Radenac
- Prix Goya découverte 2017[103] pour Perdus de vue, coécrit avec Rachel Hausfater.
- Prix Tatoulu[101] 2017, catégorie Tatou violet pour Perdus de vue coécrit avec Rachel Hausfater
- Prix Gayant lecture[101] 2017 pour Perdus de vue coécrit avec Rachel Hausfater
- Sélection Prix Gulli du Roman 2019[109] pour Les mots d'Hélio avec Nancy Guilbert
- Prix Real[110] 2020 pour Les mots d'Hélio avec Nancy Guilbert
- Prix Sésame[110] 2021 pour Les mots d'Hélio avec Nancy Guilbert
- Sélection Grand prix de l'Imaginaire, catégorie roman jeunesse francophone 2022[111] pour Royal special school, tome 2 : Coup de théâtre et apple pie, avec Nancy Guilbert
- Prix Unicef de littérature jeunesse[42] 2023 pour Un grand-père tombé du ciel version BD illustrée par Marc Lizano

### Décorations
- Chevalier de la Légion d'honneur (14 juillet 2018)[18]